# AS Barid Rabat
AS Barid Mohammedi de Rabat – marokański klub piłkarski z siedzibą w Rabacie.

## Opis
Klub zagrał jeden sezon w GNF 1. W sezonie 1967/1968 klub zajął 17., (przedostatnie) miejsce i z dorobkiem 58 punktów spadł do GNF 2.